# Næste folketingsvalg
|  | Denne artikel beskriver en fremtidig begivenhed Denne artikel eller sektion handler om planlagt eller forventet fremtidig begivenhed. Der kan forekomme spekulativ information, og indholdet kan ændres dramatisk når begivenheden nærmer sig og mere information bliver tilgængelig. |

Næste folketingsvalg bliver det 72. valg til Folketinget i Kongeriget Danmark og skal senest finde sted den 31. oktober 2026, i henhold til Danmarks Riges Grundlov, § 32, der definerer en valgperiode på 4 år. Alle Folketingets 179 pladser er til valg, 175 i Danmark, to på Færøerne og to i Grønland.

## Baggrund
Det seneste folketingsvalg blev afholdt den 31. oktober 2022 på Færøerne og den 1. november i Grønland og Danmark. Efter valget blev Mette Frederiksen udpeget som kongelig undersøger. Den 15. december blev regeringen Mette Frederiksen II, bestående af Socialdemokratiet, Venstre og det nyoprettede parti Moderaterne, dannet.

### Medlemmer, der ikke genopstiller
| Navn                       | Parti                       |
| -------------------------- | --------------------------- |
| Annette Lind               | Socialdemokratiet           |
| Astrid Krag                | Socialdemokratiet           |
| Bjarne Laustsen            | Socialdemokratiet           |
| Dan Jørgensen              | Socialdemokratiet           |
| Kasper Sand Kjær           | Socialdemokratiet           |
| Mette Gjerskov †           | Socialdemokratiet           |
| Rasmus Prehn               | Socialdemokratiet           |
| Pernille Rosenkrantz-Theil | Socialdemokratiet           |
| Thomas Jensen              | Socialdemokratiet           |
| Sofie Carsten Nielsen      | Radikale Venstre            |
| Niels Flemming Hansen      | Det Konservative Folkeparti |
| Rasmus Jarlov              | Det Konservative Folkeparti |
| Søren Pape Poulsen †       | Det Konservative Folkeparti |
| Jacob Mark                 | Socialistisk Folkeparti     |
| Henrik Dahl                | Liberal Alliance            |
| Kristian Klarskov          | Moderaterne                 |
| Pia Kjærsgaard             | Dansk Folkeparti            |
| Hans Christian Schmidt     | Venstre                     |
| Jakob Ellemann-Jensen      | Venstre                     |
| Karen Ellemann             | Venstre                     |
| Michael Aastrup Jensen     | Venstre                     |
| Karina Adsbøl              | Danmarksdemokraterne        |
| Lise Bech                  | Danmarksdemokraterne        |
| Søren Espersen             | Danmarksdemokraterne        |
| Jette Gottlieb             | Enhedslisten                |
| Mai Villadsen              | Enhedslisten                |
| Aki-Matilda Høegh-Dam      | Naleraq                     |

## Opstillingsberettigede partier (pr. 24. maj 2025)
| Parti                                 | Leder (eller ordfører) | Leders (stor)kreds                           | Leder siden       |
| ------------------------------------- | ---------------------- | -------------------------------------------- | ----------------- |
| Socialdemokratiet                     | Mette Frederiksen      | Aalborg Østkredsen, Nordjyllands Storkreds   | 20. juni 2015     |
| Radikale Venstre                      | Martin Lidegaard       | Rudersdalkredsen, Nordsjællands Storkreds    | 3. november 2022  |
| Det Konservative Folkeparti           | Mona Juul              | Århus Østkredsen, Østjyllands Storkreds      | 13. marts 2024    |
| Socialistisk Folkeparti               | Pia Olsen Dyhr         | Hele Sjællands Storkreds                     | 13. februar 2014  |
| Borgernes Parti - Lars Boje Mathiesen | Lars Boje Mathiesen    | Endnu ikke offentliggjort                    | 28. august 2024   |
| Liberal Alliance                      | Alex Vanopslagh        | Hele Østjyllands Storkreds                   | 9. juni 2019      |
| Moderaterne                           | Lars Løkke Rasmussen   | Østjyllands Storkreds                        | 5. juni 2022      |
| Dansk Folkeparti                      | Morten Messerschmidt   | Sjællands Storkreds                          | 23. januar 2022   |
| Venstre, Danmarks Liberale Parti      | Troels Lund Poulsen    | Hedenstedkredsen, Østjyllands Storkreds      | 18. november 2023 |
| Danmarksdemokraterne - Inger Støjberg | Inger Støjberg         | Mariagerfjordkredsen, Nordjyllands Storkreds | 23. juni 2022     |
| Enhedslisten - De Rød-Grønne          | Pelle Dragsted         | Falkonerkredsen, Københavns storkreds        | 22. august 2023   |
| Alternativet                          | Franciska Rosenkilde   | Hele Københavns Storkreds                    | 7. februar 2021   |

Nye Borgerlige mistede sin status som opstillingsberettiget parti 16. januar 2024 da Kim Edberg Andersen som det sidste medlem af partiets folketingsgruppe forlod gruppen og blev løsgænger. Folketingsvalgloven § 11 siger nemlig "De partier, der ved sidste folketingsvalg har opnået repræsentation i Folketinget og fortsat er repræsenteret i dette, har ret til at deltage i folketingsvalg."
| Parti             | Leder                 | Leder siden      |
| ----------------- | --------------------- | ---------------- |
| Atassut           | Aqqalu C. Jerimiassen | 9. november 2019 |
| Demokraterne      | Jens-Frederik Nielsen | 8. februar 2021  |
| Inuit Ataqatigiit | Mute B. Egede         | 1. december 2018 |
| Naleraq           | Pele Broberg          | 25. juni 2022    |
| Siumut            | Aleqa Hammond         | 29. juni 2025    |

| Parti             | Leder                  | Leder siden       |
| ----------------- | ---------------------- | ----------------- |
| Fólkaflokkurin    | Beinir Johannesen      | 10. november 2022 |
| Sambandsflokkurin | Barður á Steig Nielsen | 24. oktober 2015  |
| Javnaðarflokkurin | Aksel V. Johannesen    | 5. marts 2011     |
| Tjóðveldi         | Sirið Stenberg         | 5. november 2024  |
| Framsókn          | Ruth Vang              | 6. marts 2020     |
| Miðflokkurin      | Jenis av Rana          | 2001              |